# Векслер, Гленн
Гленн Векслер (Уэкслер) (англ. Glenn Wexler, полное имя Glenn Thomas Walksler; род. 1963) — американский художник.

## Биография
Родился 30 августа 1963 года в Чикаго.
Рос в чикагском пригороде Ок-Парк. В конце 1980-х годов начал карьеру, работая в графике и изобразительном искусстве. Его первым местом работы была студия чикагском городском районе Wicker Park. Был активным членом сообщества художников Чикаго, часто выставлялся. К началу 1990-х годов он входил в группу художников, работавших на площадках Flat Iron и Tower Building Чикаго. В этот период времени Гленн Векслер познакомился с известным художником из чикагских имажинистов — Эдом Пашке, вскоре они стали друзьями. Общаясь и работая с Пашке в находящейся на севере Чикаго студии, Векслер многое узнал о мире искусства и находился под его сильным влиянием: «У него есть определённая энергия и волнение, которые вдохновили меня», — говорил Гленн Векслер.
Вдохновленный также такими людьми, как Роберт Раушенберг и Энди Уорхол, ранние работы Векслер выполнял с трафаретной печатью, рисованием и апроприацией изображений. Исходные материалы для этого он извлекал из журналов, каталогов и газет, в основном издаваемых в Японии и Гонконге. Изображения, используя метод шелкографии, наносились на бумагу, холст, сталь, стекло и другие нетрадиционные для обычной живописи поверхностях. Результатом этого были яркие, вдохновленные графикой работы, напоминающие поп-арт эпохи 1960-х годов.
С середины 1990-х годов, после выставок в нескольких городах Европы и Азии, работа Векслера изменилась. Он проявил интерес к городской среде, в частности, к соотношениям между архитектурным дизайном и природой. Он почти отказался от живописи, уделяя больше внимания фотографии, печати, инсталляциям. Ключевой его работой стал проект Haven (2001−2002) — мультипространственная инсталляция, охватывающая 25 галерей и центров искусств Чикаго. Она стала первым замахом Гленна Векслера на искусство с названием энвайронмент. Следующей крупной его работой стала Transit — серия специфических инсталляций для конкретных объектов, использующих освещение и фотографии с подсветкой, снятые в транзитных систем Токио, Осаки и Бангкока — для создания непрерывного, хотя и дизъюнктивного кинематографического повествования.
Свои работы художник представлял во множестве ресторанов и кафе, а также солидных галереях и музеях:
- Art Fiera — Болонья, Италия;
- Galerie Bernsteinzimmer — Нюрнберг, Германия;
- H Gallery — Бангкок, Таиланд;
- Bridgewater/Lustberg Gallery — Нью-Йорк;
- Rockford Art Museum — Рокфорд, Иллинойс;
- Chicago Cultural Center — Чикаго;
- Hyde Park Art Center — Чикаго;
- Marwen Foundation — Чикаго;
- Museum of Contemporary Art — Чикаго;
- Union League Club — Чикаго;
- Zolla/Lieberman Gallery — Чикаго.